# حجاج الهنداوي
 حجاج الهنداوي، قارئ قرآن مصر مصري وأحد أعلام هذا المجال البارزين، رتل القرآن أمام الرئيس السابق محمد حسني مبارك في عام 1998م بعد فوزه بالمركز الأول في مسابقة وزارة الأوقاف المصرية لتلاوة القرآن الكريم.

## مولده ونشأته
ولد في 12 يناير عام 1976م بقرية بهرمس، مركز إمبابة بمحافظة الجيزة، تعلم قراءة القرآن في سن مبكر، حيث بدأ في الحفظ في السابعة من عمره، وأتمّ حفظ القرآن في الثانية عشره من عمره، كان أساتذته في هذه المرحلة الشيخ حسين عبده يوسف، ثم الشيخ صبحي أحمد عبد العزيز، وأخوه الشيخ عيد الهنداوي أستاذ القرآن والقراءات.

توجه القارئ حجاج الهنداوي إلى تجويد أحكام التلاوة على يد الشيخ عبد العاطي محمود طعيمة الشهير بالشيخ عطية طعيمة.

### دخوله للإذاعة
بعد أن أتمّ الدراسة في معهد القراءات بالقاهرة، تقدم إلى الإذاعة المصرية كقارئ عام 2000م بفضل تشجيع الشيخ أبو العينين شعيشع رئيس لجنه اختبار القراء بالإذاعة، وترشيح من الاذاعي الكبير محمود السعدني، واجتاز جميع مراحل الاختبار، وتمّ اعتماده قارئا بالإذاعة والتلفزيون بالاحتفالات والجمعة والفجر مباشرة.

## سفره للخارج
بالإضافة إلى مشاركات الشيخ في الكثير من المحافظات، كانت له رحلات عديدة خارج نطاق مصر، فسافر إلى ماليزيا عام 2000 م ضمن بعثة مصر في المسابقة الدولية للقرآن الكريم، كما سافر إلى  إيران ثلاث مرات، ثم إلى بعض الدول الإسلامية والغير إسلامية حيث سافر إلى كندا، وإندونسيا، وبريطانيا، وباكستان، وتايلاند وغيرها.